# Daytona 500
Daytona 500 er et 200-runders, 500 mil (805 km) langt løb i NASCAR Sprint Cup Series. Det afholdes årligt på Daytona International Speedway i Daytona Beach i Florida.

## Historie
Løbet blev første gang kørt i 1959, og anses for at være det vigtigste og mest prestigefyldte løb i NASCAR, til trods for at det er lige med alle andre løb i serien igennem NASCAR-sæsonen. Daytona 500 er det første løb i sæsonen, som er relativt enestående i sportslige sammenhæng; ellers er mesterskabet eller større begivenheder ofte i slutningen af sæsonen. Arrangementet kaldes også The Great American Race og Super Bowl of Stock Car Racing.
Vinderen af Daytona 500 modtager Harley J. Earl-trofæet, og vinderens bil bliver udstillet i ét år på Daytona-museet, et museum og galleri beliggende ved siden af Daytona International Speedway.